# Jan Jacob de Laet
Jan Jacob de Laet (Antwerpen, 13 de desembre 1815 – 22 d'abril 1891) és un escriptor i polític belga. Tenia una formació de cirurgià, però no va exercir gaire la professió. És conegut per ser el primer representant a fer el jurament en neerlandès al parlament Belga el 1863 i per la llei sobre l'ús de les llengües en les regions de parla neerlandesa de 1878.
De Laet era fill d'un geòmetra. Va créixer a la ciutat d'Anvers. El 1840 es va casar amb Johana Gons. Té una filla: Elisabeth (1841-1909).

## Carrera
Juntament amb Hendrik Conscience (1812-1883) i Theodoor van Ryswyck (1811-1849), pertany a la primera generació d'escriptors romàntics i artistes flamencs. Va debutar amb poesia en francès molt influenciada per l'estil de Victor Hugo. També va publicar contes i una novel·la. Hauria sigut l'escriptor francès Roger de Beauvoir que l'hauria convençut escriure en neerlandès. Al seu torn De Laet va convèncer Conscience perquè ho fes també.
Amb Theodoor van Ryswyck va crear el 1844 el primer diari belga en neerlandès Vlaemsch België ('La Bèlgica flamenca’), del qual va ser redactor en cap. Tot i ser d'origen liberal i anticlerical, va evolucionar cap a un catolicisme per oportunisme polític. Pensava que els catòlics donaven més suport al moviment flamenc. Tanmateix, des de l'inici hi havia hagut molta col·laboració entre «flamingants», d'ideologia oposada que trobaven la «causa flamenca» més important que llurs divergències ideològiques. La primera petició al rei Leopold I el 1840 va ser llençat per liberals gantencs i sostinguda per catòlics com ara el canonge Jan Baptist David i el mateix De Laet.

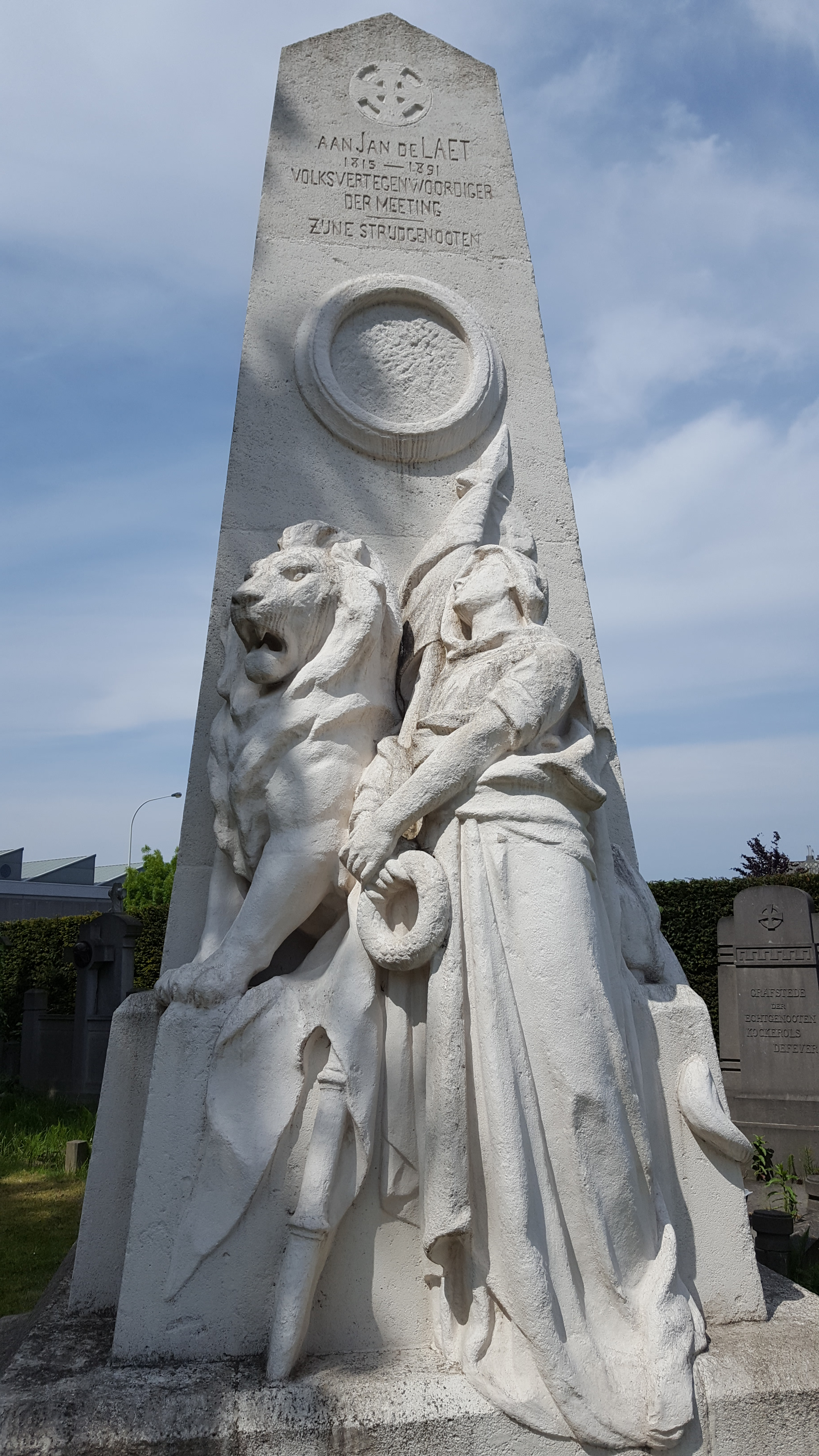
Sepulcre al cementiri Sant Fredegandus de Deurne

El 1854 va crear una fleca industrial amb filials a Brussel·les i Anvers. El 1863 va ser elegit membre de la Cambra de Representants, un càrrec electe que va continuar fins a la seva mort el 1891. Es va destacar per ser el primer representant belga que va prestar el jurament en neerlandès quan va prendre possessió del càrrec.
Era la vetlla d'un altre conflicte perdurable que va abocar en la «guerra de l'escola» durant la qual liberals i catòlics es van disputar durant decennis sobre l'escola pública i laica. Va atacar els francmaçons a la Cambra com una «església oculta i una associació política». De juliol 1848 a juny 1853 era redactor en cap del diari conservador i catòlic Journal d'Anvers, i després del diari brussel·lès L'Émancipation. A Anvers va militar en cercles catòlics i conservadors, que el 1869 amb altres associacions del mateix caire van crear el Partit Catòlic.
El 1886 va ser un dels membres fundadors de la Reial Acadèmia de llengua i literatura neerlandesa, de la qual va ser vicepresident el 1888 i president el 1889. Després d'un any va demetre per raons de salut.
Va morir a Anvers el 22 d'abril de 1891. Va ser sebollit al cementiri de Deurne, prop d'Anvers. A l'obituari, l'escriptor August Snieders (1825-1904) va dir en l'estil de la fi del segle xix: «Johan-Alfried de Laet va ser un dels que, després de segles de lluita —i quan, al cap i a la fi, es pensava que el poble flamenc seria esborrat del mapa del món– va cridar aquest mateix poble a nuar-se amb els seus orgullosos orígens germànics. Jo diria, va fer reviure aquella gran família flamenca, aquesta família a la qual s'honren els usos i costums així com la llengua, la fama, la grandesa pròpies i el sentiment nacional.»

## LaLlei de Laet, primer reconeixement del neerlandès a l'administració belga
El 1878 va ser l'autor de l'anomenada Llei de Laet que per primera vegada regla l'ús del neerlandès. En aquesta època encara es feia servir el terme «flamenc» avui abandonat. En les províncies de parla neerlandesa (Flandes Occidental i Oriental, Anvers i Limburg i el districte de Lovaina) l'administració s'ha de fer en neerlandès o en francès i neerlandès. S'hi instaura un règim bilingüe de fet, mentrestant Valònia roman monolingüe. El districte de Brussel·les esdevé bilingüe en les comunicacions oficials i els veïns s'han de tractar en la llengua que fan servir. La llei va ser votada a la unanimitat. Els francòfons, principalment monolingües, temien que aquesta llei creés un avantatge per als flamencs, més sovint bilingües i que així la llei fos un fre a llur carrera dins l'administració.

## Obres destacades
- De vloek, novelle, 1842
- Het Huis van Wesenbeke, 1842
- De Vlaemsche Beweging (‘El moviment flamenc’), una resposta a la Revue nationale, 1845[17]

## Reconeixement
- El seu sepulcre monumental, al cementiri de l'església de Sant Fredegandus a Deurne, va ser restaurat i novament inaugurat el 2017.[18]
- La ciutat d'Anvers li va dedicar un carrer al barri de Borgerhout.[19]